# فلاویو رافو
فلاویو رافو (انگلیسی: Flavio Raffo؛ زادهٔ ۱۴ ژانویهٔ ۱۹۷۲) بازیکن سابق و مربی فوتبال اهل ایتالیا است.
از باشگاه‌هایی که در آن بازی کرده‌است می‌توان به باشگاه فوتبال آ.اس. رم و باشگاه فوتبال کوزنتسا کالچو اشاره کرد.